# توماس هامربرغ
توماس هامربرغ (بالسويدية: Thomas Hammarberg)، مواليد 1942 بأورنشولدسفيك، السويد. هو دبلوماسي سويدي وناشط في حقوق الإنسان. وشغل منصب مفوض حقوق الإنسان في المجلس الأوروبي بين أبريل 2006 و مارس 2012 خلفا لألفارو غيل روبلس.
في بداية عام 2009، دعا كل من الولايات المتحدة والدول الأعضاء في المجلس الأوروبي باستقبال المعتقلين في غوانتانامو كما شدد على أن تتم محاكمتهم وفقا لمعايير القانون الدولي الإنساني.
عمل هامربرغ كسفير ومستشار عن أوروبا و آسيا الوسطى و القوقاز في المفوضية السامية للأمم المتحدة لحقوق الإنسان بين عامي 2001 و 2003. وشغل أيضا ممثلا خاص لكوفي عنان من أجل الدفاع عن حقوق الإنسان في كمبوديا من 1996 إلى 2000. تولى الأمانة العامة لمركز أولوف بالمه العالمي بستوكهولم من 2002 إلى 2005. عُين سفير السويد للشؤون الإنسانية بين 1994 إلى غاية 2002، ومديرا عاما لمنظمة أنقذوا الأطفال بين 1986-1992، وانتُخب أمينا عاما لمنظمة العفو الدولية بين 1980-1986.
كما نشر على مدى 25 سنة كتبا حول مختلف القضايا المتعلقة بحقوق الإنسان بما في ذلك حقوق الطفل وسياسات شؤون اللاجئين وقضايا الأقليات وكراهية الأجانب وحقوق الغجر و الإسلاموفوبيا و حقوق المتحولين جنسيا والمثليين جنسيا. إضافة إلى تأليفه كتبا بخصوص العلاقات دولية والأمن وكتاب مفوض حقوق الإنسان في مجلس أوروبا.
وبخصوص مواقفه في القضايا الدولية، فقد اعتبر هامربرغ أن قرار منع البرقع التي اتخذته السلطات في بلجيكا يزيد في التضييق على النساء عوضا عن تحريرهن كما اعتبره انتهاكا لحقوق الإنسان. كما دافع أيضا عن حقوق الطفل في عدة مؤتمرات

## وصلات خارجية
- توماس هامربرغ على موقع مونزينجر (الألمانية)

- مفوضية حقوق الإنسان في المجلس الأوروبي
- مركز أولوف بالمه